# Gran Premio di superbike dell'A1 Ring 1999
Il Gran Premio di Superbike dell'A1 Ring 1999 è stato la decima prova su tredici del campionato mondiale Superbike 1999, disputato il 29 agosto sull'A1-Ring, ha visto la vittoria di Colin Edwards in gara 1, mentre la gara 2 è stata vinta da Pierfrancesco Chili.
La vittoria nella gara valevole per il campionato mondiale Supersport è stata invece ottenuta da Jörg Teuchert. La gara del campionato Europeo della classe Superstock viene vinta da Martin Bauer.

## Risultati

### Gara 1

#### Arrivati al traguardo[2]
| Pos. | Nº | Pilota               | Squadra              | Motocicletta | Giri | Tempo     | Griglia | Punti |
| ---- | -- | -------------------- | -------------------- | ------------ | ---- | --------- | ------- | ----- |
| 1º   | 5  | Colin Edwards        | Castrol Honda        | Honda        | 25   | 43:03.055 | 1º      | 25    |
| 2º   | 1  | Carl Fogarty         | Ducati Performance   | Ducati       | 25   | +0:20.964 | 2º      | 20    |
| 3º   | 22 | Vittoriano Guareschi | Yamaha WSBK          | Yamaha       | 25   | +1:12.145 | 8º      | 16    |
| 4º   | 33 | Robert Ulm           | Kawa Bertocchi Gerin | Kawasaki     | 25   | +1:40.332 | 12º     | 13    |
| 5º   | 6  | Gregorio Lavilla     | Kawasaki Racing      | Kawasaki     | 25   | +2:05.348 | 9º      | 11    |
| 6º   | 68 | Brian Morrison       | Alpha Technik Yamaha | Yamaha       | 24   | +1 giro   | 19º     | 10    |
| 7º   | 55 | Mauro Lucchiari      | Gattolone Racing     | Yamaha       | 24   | +1 giro   | 17º     | 9     |
| 8º   | 39 | Alessandro Gramigni  | Valli Moto           | Yamaha       | 24   | +1 giro   | 20º     | 8     |
| 9º   | 27 | Frédéric Protat      | Ducati France FP R.  | Ducati       | 24   | +1 giro   | 16º     | 7     |
| 10º  | 19 | Lucio Pedercini      | Pedercini            | Ducati       | 23   | +2 giri   | 14º     | 6     |
| 11º  | 23 | Jiří Mrkývka         | JM SBK               | Ducati       | 23   | +2 giri   | 25º     | 5     |
| 12º  | 67 | Anton Rechberger     | MSC Rottenegg        | Suzuki       | 23   | +2 giri   | 29º     | 4     |
| 13º  | 18 | Carlos Macias        | Capill France Racing | Ducati       | 22   | +3 giri   | 24º     | 3     |

#### Ritirati
| Nº  | Pilota              | Squadra              | Motocicletta | Giri | Griglia |
| --- | ------------------- | -------------------- | ------------ | ---- | ------- |
| 11  | Troy Corser         | Ducati Performance   | Ducati       | 23   | 7º      |
| 111 | Aaron Slight        | Castrol Honda        | Honda        | 22   | 4º      |
| 21  | Katsuaki Fujiwara   | Suzuki Alstare F.S.  | Suzuki       | 21   | 11º     |
| 38  | Lance Isaacs        | Yes Ducati NCR       | Ducati       | 21   | 22º     |
| 70  | Giovanni Bussei     | Alpha Technik Suzuki | Suzuki       | 16   | 18º     |
| 16  | Andreas Meklau      | Ducati Deut. Remus   | Ducati       | 16   | 5º      |
| 74  | Ali Guettouche      | Motorrad Center      | Ducati       | 14   | 28º     |
| 29  | Roger Kellenberger  | White Endurance      | Honda        | 13   | 23º     |
| 7   | Pierfrancesco Chili | Suzuki Alstare F.S.  | Suzuki       | 12   | 6º      |
| 9   | Peter Goddard       | Aprilia Rac.De Cecco | Aprilia      | 9    | 13º     |
| 15  | Igor Jerman         | Kawasaki Bertocchi   | Kawasaki     | 8    | 15º     |
| 40  | Giuliano Sartoni    | Ducati NCR           | Ducati       | 6    | 27º     |
| 41  | Noriyuki Haga       | Yamaha WSBK          | Yamaha       | 2    | 10º     |
| 24  | Vladimír Karban     | Karban Racing        | Suzuki       | 1    | 26º     |
| 47  | Johann Wolfsteiner  | Remus Racing Austria | Kawasaki     | 1    | 21º     |

### Gara 2

#### Arrivati al traguardo[3]
| Pos. | Nº  | Pilota              | Squadra              | Motocicletta | Giri | Tempo     | Griglia | Punti |
| ---- | --- | ------------------- | -------------------- | ------------ | ---- | --------- | ------- | ----- |
| 1º   | 7   | Pierfrancesco Chili | Suzuki Alstare F.S.  | Suzuki       | 25   | 46:40.235 | 6º      | 25    |
| 2º   | 11  | Troy Corser         | Ducati Performance   | Ducati       | 25   | +0:17.746 | 7º      | 20    |
| 3º   | 111 | Aaron Slight        | Castrol Honda        | Honda        | 25   | +0:38.188 | 4º      | 16    |
| 4º   | 1   | Carl Fogarty        | Ducati Performance   | Ducati       | 25   | +1:11.822 | 2º      | 13    |
| 5º   | 29  | Roger Kellenberger  | White Endurance      | Honda        | 25   | +1:17.294 | 23º     | 11    |
| 6º   | 70  | Giovanni Bussei     | Alpha Technik Suzuki | Suzuki       | 25   | +1:29.050 | 18º     | 10    |
| 7º   | 16  | Andreas Meklau      | Ducati Deut. Remus   | Ducati       | 25   | +1:30.559 | 5º      | 9     |
| 8º   | 5   | Colin Edwards       | Castrol Honda        | Honda        | 25   | +1:41.560 | 1º      | 8     |
| 9º   | 55  | Mauro Lucchiari     | Gattolone Racing     | Yamaha       | 25   | +1:45.434 | 17º     | 7     |
| 10º  | 68  | Brian Morrison      | Alpha Technik Yamaha | Yamaha       | 25   | +1:52.503 | 19º     | 6     |
| 11º  | 33  | Robert Ulm          | Kawa Bertocchi Gerin | Kawasaki     | 24   | +1 giro   | 12º     | 5     |
| 12º  | 15  | Igor Jerman         | Kawasaki Bertocchi   | Kawasaki     | 24   | +1 giro   | 15º     | 4     |
| 13º  | 27  | Frédéric Protat     | Ducati France FP R.  | Ducati       | 24   | +1 giro   | 16º     | 3     |
| 14º  | 24  | Vladimír Karban     | Karban Racing        | Suzuki       | 23   | +2 giri   | 26º     | 2     |
| 15º  | 38  | Lance Isaacs        | Yes Ducati NCR       | Ducati       | 23   | +2 giri   | 22º     | 1     |
| 16º  | 67  | Anton Rechberger    | MSC Rottenegg        | Suzuki       | 22   | +3 giri   | 29º     |       |
| 17º  | 18  | Carlos Macias       | Capill France Racing | Ducati       | 22   | +3 giri   | 24º     |       |

#### Ritirati
| Nº | Pilota               | Squadra              | Motocicletta | Giri | Griglia |
| -- | -------------------- | -------------------- | ------------ | ---- | ------- |
| 22 | Vittoriano Guareschi | Yamaha WSBK          | Yamaha       | 17   | 8º      |
| 41 | Noriyuki Haga        | Yamaha WSBK          | Yamaha       | 11   | 10º     |
| 6  | Gregorio Lavilla     | Kawasaki Racing      | Kawasaki     | 8    | 9º      |
| 74 | Ali Guettouche       | Motorrad Center      | Ducati       | 6    | 28º     |
| 40 | Giuliano Sartoni     | Ducati NCR           | Ducati       | 6    | 27º     |
| 19 | Lucio Pedercini      | Pedercini            | Ducati       | 5    | 14º     |
| 23 | Jiří Mrkývka         | JM SBK               | Ducati       | 4    | 25º     |
| 21 | Katsuaki Fujiwara    | Suzuki Alstare F.S.  | Suzuki       | 2    | 11º     |
| 39 | Alessandro Gramigni  | Valli Moto           | Yamaha       | 2    | 20º     |
| 9  | Peter Goddard        | Aprilia Rac.De Cecco | Aprilia      | 0    | 13º     |

### Supersport

#### Arrivati al traguardo
| Pos. | Nº | Pilota                | Squadra              | Motocicletta | Giri | Tempo     | Punti |
| ---- | -- | --------------------- | -------------------- | ------------ | ---- | --------- | ----- |
| 1º   | 21 | Jörg Teuchert         | Yamaha Deutschland   | Yamaha       | 23   | 44'52.385 | 25    |
| 2º   | 22 | Christian Kellner     | Yamaha Deutschland   | Yamaha       | 23   | +8.992    | 20    |
| 3º   | 8  | Wilco Zeelenberg      | Dee Cee Jeans Yamaha | Yamaha       | 23   | +13.615   | 16    |
| 4º   | 12 | Iain MacPherson       | Kawasaki Racing      | Kawasaki     | 23   | +15.031   | 13    |
| 5º   | 7  | Piergiorgio Bontempi  | Yamaha Belgarda      | Yamaha       | 23   | +16.593   | 11    |
| 6º   | 20 | Werner Daemen         | Yamaha Belgium       | Yamaha       | 23   | +16.621   | 10    |
| 7º   | 17 | Pere Riba             | Castrol Honda        | Honda        | 23   | +20.509   | 9     |
| 8º   | 50 | Andrea Giachino       | Monza Corse          | Suzuki       | 23   | +20.998   | 8     |
| 9º   | 46 | Mauro Sanchini        | Sacchi Corse         | Suzuki       | 23   | +34.150   | 7     |
| 10º  | 16 | Sébastien Charpentier | Elf Honda France     | Honda        | 23   | +36.026   | 6     |
| 11º  | 82 | Michael Wohner        | Yamaha Austria       | Yamaha       | 23   | +52.421   | 5     |
| 12º  | 55 | Michele Malatesta     | Yes Romanelli NCR    | Ducati       | 23   | +1'23.639 | 4     |
| 13º  | 91 | Larry Pegram          | Ducati Performance   | Ducati       | 23   | +1'26.881 | 3     |
| 14º  | 70 | Igor Antonelli        | BNT Racing           | Yamaha       | 23   | +1'28.268 | 2     |
| 15º  | 6  | Cristiano Migliorati  | Endoug Metalsistem   | Suzuki       | 23   | +1'47.865 | 1     |
| 16º  | 31 | Vittorio Iannuzzo     | Lorenzini by Leoni   | Yamaha       | 22   | +1 giro   |       |
| 17º  | 81 | Franz Haslinger       | 2-Rad-Ginzinger      | Yamaha       | 19   | +4 giri   |       |

#### Ritirati
| Nº | Pilota              | Squadra              | Motocicletta | Giri |
| -- | ------------------- | -------------------- | ------------ | ---- |
| 19 | Walter Tortoroglio  | Gi Motor Sport       | Suzuki       | 20   |
| 24 | Francesco Monaco    | X Racing             | Ducati       | 20   |
| 56 | Fabien Foret        | BKM Racing           | Yamaha       | 17   |
| 43 | Norino Brignola     | Bimota Exp. D.N.R.   | Bimota       | 13   |
| 5  | Massimo Meregalli   | Yamaha Belgarda      | Yamaha       | 9    |
| 26 | Roberto Teneggi     | DF Racing Carli D.   | Ducati       | 7    |
| 25 | William Costes      | Elf Honda France     | Honda        | 5    |
| 79 | Thomas Hinterreiter | T.Hinterreiter       | Kawasaki     | 4    |
| 35 | Christophe Cogan    | BKM Racing           | Yamaha       | 4    |
| 1  | Fabrizio Pirovano   | Suzuki Alstare F.S.  | Suzuki       | 3    |
| 69 | Serafino Foti       | Ghelfi               | Ducati       | 2    |
| 18 | Camillo Mariottini  | Kawasaki Team Italia | Kawasaki     | 2    |
| 27 | Roberto Panichi     | Bimota Exp. D.N.R.   | Bimota       | 1    |
| 52 | James Toseland      | Castrol Honda        | Honda        | 0    |
| 3  | Stéphane Chambon    | Suzuki Alstare F.S.  | Suzuki       | 0    |
| 80 | Christian Zaiser    | Honda Austria        | Honda        | 0    |
| 73 | Horst Saiger        | Yamaha Motor Austria | Yamaha       | 0    |
| 23 | Rubén Xaus          | Dee Cee Jeans Yamaha | Yamaha       | 0    |

### Superstock
Fonte:  ZELTWEG - August 27-28-29, 1999SUPERSTOCK EUROPEAN CHAMPIONSHIP 1999, su sbk.perugiatiming.com (archiviato dall'url originale il 10 aprile 2014).
Vista la presenza di piloti di età superiore ai 24 anni (a cui per regolamento non venivano assegnati punti), l'assegnazione dei punti risulta sfalsata rispetto alle posizioni ottenute in gara. Inoltre Martin Bauer, Raimund Jetschko e Karl Harris, ottennero rispettivamente 5, 3 e 1 punti suppletivi, in quanto primo, secondo e terzo nelle prove di qualificazione, escludendo sempre i piloti di età superiore i 24 anni (che non erano eleggibili per i punti neanche per le qualifiche).

#### Arrivati al traguardo
| Pos. | Nº | Pilota              | Squadra              | Motocicletta     | Giri | Tempo     | Punti gara | Punti qualifica |
| ---- | -- | ------------------- | -------------------- | ---------------- | ---- | --------- | ---------- | --------------- |
| 1º   | 55 | Martin Bauer        | Rosner               | Kawasaki ZX 9R   | 12   | 23'14.069 | 25         | 5               |
| 2º   | 6  | Stéphane Jond       | Fratelli             | Suzuki GSX 750 R | 12   | +22.846   | 20         |                 |
| 3º   | 71 | Marc Fissette       | ATPI Corse           | Suzuki GSX 750 R | 12   | +26.598   | 16         |                 |
| 4º   | 16 | Karl Harris         | GR Motosport         | Suzuki GSX 750 R | 12   | +30.115   | 13         | 1               |
| 5º   | 72 | Steven Casaer       | Yamaha Belgium       | Yamaha YZF R1    | 12   | +37.289   | 11         |                 |
| 6º   | 10 | Kris Jennes         | Motoline             | Yamaha YZF R1    | 12   | +41.003   |            |                 |
| 7º   | 27 | Fabrizio Pellizzon  | Aprilia Racing       | Aprilia RSV 1000 | 12   | +41.119   | 10         |                 |
| 8º   | 18 | Kelvin Reilly       | Yamaha BT Phonecards | Yamaha YZF R1    | 12   | +49.790   | 9          |                 |
| 9º   | 47 | Raimund Jetschko    | R.Jetschko           | Honda CBR 900 RR | 12   | +55.408   | 8          | 3               |
| 10º  | 53 | Koen Vleugels       | Motoline             | Yamaha R6        | 12   | +55.794   | 7          |                 |
| 11º  | 50 | Olivier Four        | Star Suzuki France   | Suzuki GSX 600 R | 12   | +56.149   | 6          |                 |
| 12º  | 11 | Dario Tosolini      | Ettore Tosolini      | Yamaha YZF R1    | 12   | +1'01.151 | 5          |                 |
| 13º  | 3  | Paul Notman         | Speedline Nrg        | Yamaha YZF R1    | 12   | +1'02.073 | 4          |                 |
| 14º  | 25 | Daniel Oliver Bultó | Aprilia Desmo Racing | Aprilia RSV 1000 | 12   | +1'23.480 | 3          |                 |
| 15º  | 44 | José María Bordoy   | Lozano Racing        | Yamaha R6        | 12   | +1'26.951 | 2          |                 |
| 16º  | 5  | Frédéric Jond       | Fratelli             | Suzuki GSX 750 R | 12   | +1'48.301 | 1          |                 |
| 17º  | 38 | Andy Notman         | Speedline NRG        | Aprilia RSV 1000 | 12   | +1'52.640 |            |                 |
| 18º  | 40 | Tom van Wezemael    | Kawasaki Belgium     | Kawasaki ZX 9R   | 11   | +1 giro   |            |                 |
| 19º  | 7  | Raffaello Fabbroni  | Rumi                 | Honda CBR 900 RR | 11   | +1 giro   |            |                 |
| 20º  | 24 | Luigi Aljinovic     | GI Motorsport        | Suzuki GSX 750 R | 11   | +1 giro   |            |                 |
| 21º  | 21 | Katja Poensgen      | S.Schmidt Motosport  | Suzuki GSX 750 R | 11   | +1 giro   |            |                 |

#### Ritirati
| Nº | Pilota              | Squadra          | Motocicletta     | Giri |
| -- | ------------------- | ---------------- | ---------------- | ---- |
| 4  | Niklas Carlberg     | Lap Power Racing | Suzuki GSX 750 R | 9    |
| 54 | Jurgen Hirtenfelder | Aprilia Austria  | Aprilia RSV 1000 | 4    |
| 56 | Manfred Kreimer     | Kreimer          | Yamaha YZF R1    | 1    |